# Stephanoscyphus
Stephanoscyphus is een geslacht van neteldieren uit de familie van de Atorellidae.

## Soorten
- Stephanoscyphus allmani Kirkpatrick, 1890
- Stephanoscyphus corniformis Komai, 1936
- Stephanoscyphus mirabilis Allman, 1874
- Stephanoscyphus simplex Kirkpatrick, 1890
- Stephanoscyphus striatus Vanhöffen, 1910